# リンガ・ジェラール
リンガ・ジェラール（Língua Geral, Nheengatu）は、ブラジルでかつて話されていた二つのリングワ・フランカを指す名称である。これらの一方はリンガ・ジェラール・パウリスタ（南トゥピ語）と呼ばれ、今では使用されていない。もう一方のリンガ・ジェラール・アマゾニカ（トゥピナンバ語）のほうは、娘言語であるニェエンガトゥ語として現代でも話されている。
いずれのリンガ・ジェラールも、トゥピ族が当時話していた言葉を簡略化したものである。16世紀、ポルトガルからブラジルに渡ってきた入植者は、先住民が色々な言語を話しているのを見て、様々な先住民に対しても効率よくコミュニケーションをとるためにはどうすればよいかを模索してきた。そこでブラジルに来たイエズス会の宣教師がこれらの二言語を用いだしたことから、初期の入植者もこれを話すようになり、黒人奴隷や他の先住民にも広がっていった。